# Frostating
Il Frostating o Frostathing era un'antica sede assembleare Norvegese. Prendeva il nome da Frosta, l'odierno comune nella contea di Trøndelag.

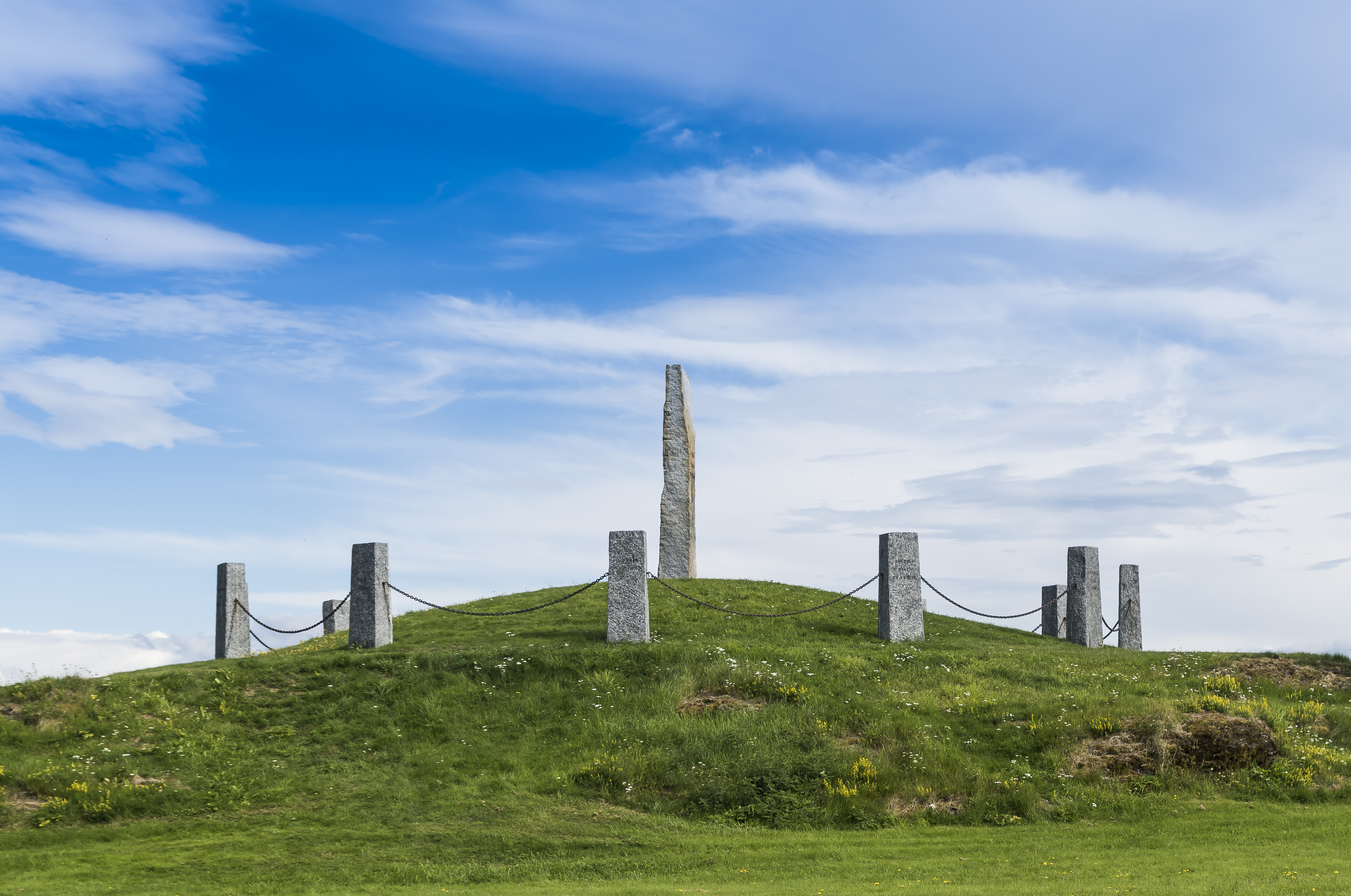
Tinghaugen come appare oggi. Sulla sommità della collina si trova un bautasten, una stele che reca scritto (at lögum skal land várt byggja en eigi at ulögum øyða).

## Storia
Tinghaugen era il luogo in cui si tenevano le assemblee. Il nome deriva da þing, che vuol dire appunto "assemblea, corte", e da haugr, "collina". Si trovava vicino alla chiesa medievale di Logtun. Frostating riuniva sotto di sé otto distretti dell'antico Trøndelag, compresi Norðmørafylki (Nordmøre) e Naumdølafylki (nel Nord-Trøndelag), e in un periodo successivo anche Hålogaland.
Come tutti gli altri þing, anche Frostating, durante l'unificazione del regno di Norvegia, costituì un centro importante di propagazione e legittimazione del nuovo potere regio. I re dovevano necessariamente passare per i þing, le loro leggi dovevano essere approvate, e ciò avveniva se i maggiorenti delle assemblee appoggiavano la loro politica. Quando Harald Bellachioma, il primo re della Norvegia unita, tolse molte prerogative ai þingmöður (i maggiorenti che partecipavano e prendevano decisioni nelle assemblee) ruppe una tradizione e un'influenza che risalivano a tempi antichi, dunque si ritrovò avversato dai proprietari terrieri che da controllavano le assemblee.

Frostating era un'assemblea rappresentativa in cui delegati dei vari distretti convenivano per appianare divergenze, risolvere processi giudiziari di loro competenza, approvare leggi. 

Trøndelag sulla mappa

Frostating comprendeva i seguenti distretti:
- Sparbyggjafylki: Sparbu, Egge, Kvam, Stod, Steinkjer, Snåsa og Lierne
- Eynafylki: Beitstad, Inderøy og Verran
- Verdølafylki: Verdal
- Skeynafylki: Skogn, Ytterøy og Mosvik
- Stjórdølafylki: Øvre og Nedre Stjørdal, Selbu og Tydal
- Strindafylki: Strinda, Leksvik, Frosta og Åsen
- Gauldølafylki: hele Gauldalen, Klæbu, Tiller og Leinstrand
- Orkdølafylki: hele Orkladalføret og Børsa, Skaun, Buvika og Byneset

Frammenti di codice contenente il Frostatingslov

## Frostatingsloven
Si tratta di uno dei più antici corpus di leggi della Norvegia. Insieme alle leggi di Bjarkey e le leggi degli altri ting come Gulating o Eidsting, vengono chiamate landslover, cioè "leggi provinciali". 
La versione giunta fino a noi risale a Håkon Håkonsson ed è menzionata nella Heimskringla di Snorri Sturluson, specificatamente nella saga di Håkon. Ma questa versione esiste anche nel Codex Resenianus.